# Buxus pulchella
Buxus pulchella är en buxbomsväxtart som beskrevs av Henri Ernest Baillon. Buxus pulchella ingår i släktet buxbomar, och familjen buxbomsväxter. Inga underarter finns listade i Catalogue of Life.